# Ken’ichi Tsunoda
Ken’ichi Tsunoda (japanisch 角田 健一 Tsunoda Ken’ichi, * 1951) ist ein japanischer Jazzmusiker (Posaune, Arrangement) und Bigband-Leader.

## Leben
Ken’ichi Tsunoda studierte an der Tōhō-Gakuen-Musikhochschule (Toho Gakuen School of Music). Seine Karriere als Jazzmnusiker begann er Ende der 1970er-Jahre in Toshiyuki Miyamas Bigband New Herd, unterbrochen von einem Studienaufenthalt an der Boston School of Music, wo er Komposition und Arrangement studierte. In den folgenden Jahren spielte er in Nobuo Haras Band Sharps & Flats, Mitte der 1980er-Jahre in der Tokio Union Big Band unter Leitung von Tatsuya Takahashi. Ab den späten 1990er-Jahren arbeitete er mit einer eigenen Bigband, mit der er mehrere Alben einspielte, so Mitte 1997 das Album Savanna.  Im Bereich des Jazz listet ihn Tom Lord zwischen 1978 und 2003 bei zehn Aufnahmesessions.
Sein 2003 entstandenes Album For J.G. widmete Tsunoda den Jazzgrößen (Jazz Giants) Duke Ellington, Count Basie, Charlie Parker, Dizzy Gillespie, John Coltrane, außerdem dem japanischen Musiker Toru Takemitsu. Musikalisch orientiert sich Tsunoda am klassischen Bigband-Stil der großen Swingorchester, wie dem Duke Ellington Orchestra und Count Basie Orchestra. Zu den Solisten der Tsunoda-Bigband gehören Yūji Kawamura, Tatsuya Satō und Hideo Oyama. Tsunoda war mit seiner Bigband bis in die 2010er-Jahre aktiv.

## Diskographische Hinweise
- Savanna (Sea Breeze, 2000)
- Big Swing (Sea Breeze, 2002)
- For J.G. (Sea Breeze, 2003)